# DAF 30

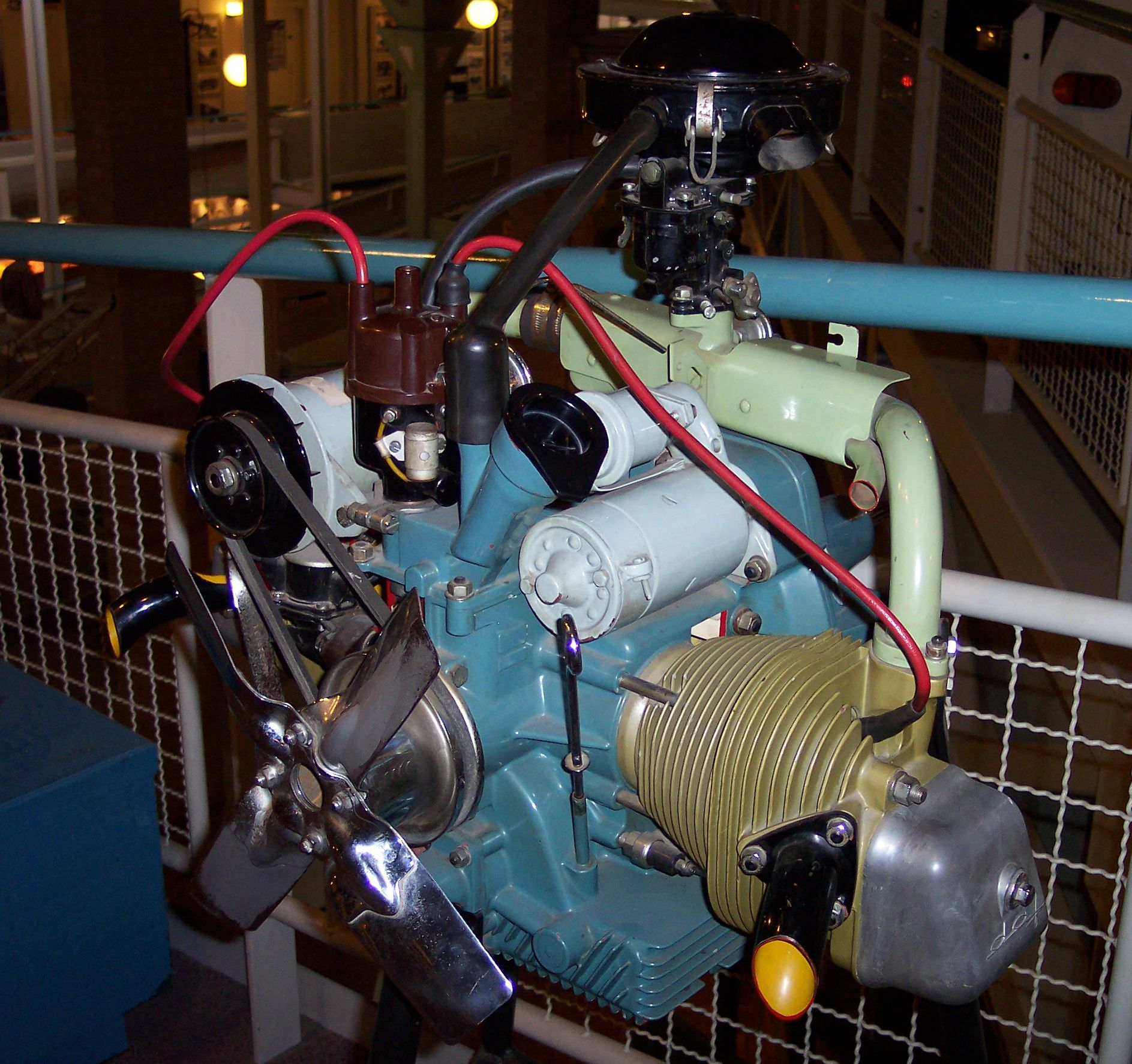
DAF 2-Zylinder-Boxermotor

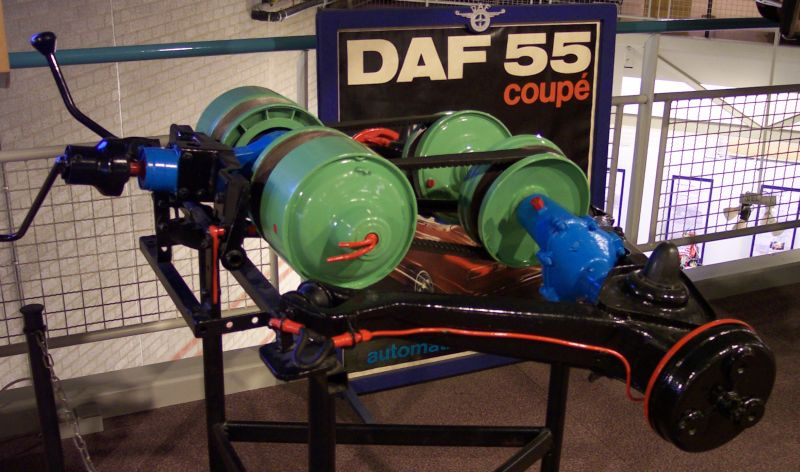
Hinterachsantrieb Variomatic

Der DAF 30 mit der Verkaufsbezeichnung Daffodil war ein niederländischer Kleinwagen des Herstellers DAF mit serienmäßigem Automatikgetriebe „Variomatic“. Das Fahrzeug erschien 1961 zusammen mit dem etwas weniger luxuriösen DAF 750. Beide waren bis auf Kühlergrill und Ausstattung gleich. Sie waren verbesserte Varianten des ersten DAF von 1958, des DAF 600, der einen kleineren Motor mit 590 cm³ Hubraum hatte, den DAF weiterhin als günstigstes Modell anbot.  Die zweitürige Karosserie hatte die damals modernen Heckflossen.
Der DAF 30 hatte einen luftgekühlten Zweizylinder-Boxermotor mit 26 PS (19 kW), der über eine Fliehkraftkupplung, ein Wendegetriebe, eine Antriebswelle und die Keilriemen-Automatik  die Hinterräder antrieb. Die schwere Variomatic war vor der Hinterachse unter der Rückbank eingebaut. Wegen des Wendegetriebes konnte man mit dem Daffodil rückwärts genauso schnell wie vorwärts fahren. Neu im Vergleich zum bisherigen DAF 600 war ein verändertes Unterdrucksystem mit einem zusätzlichen Unterdruckbehälter. In der Fahrpraxis wirkte sich dies durch ein stabil bleibendes Übersetzungsverhältnis bei konstantem Fahrwiderstand, aber stärker getretenem Gaspedal, aus. Außerdem drehte der Motor nun bis in den Bereich der maximalen Leistung hoch, wenn das Gaspedal voll durchgetreten wurde. Die Beschleunigung von 0 auf 80 km/h verbesserte sich daher im Vergleich zum DAF 600 nicht nur wegen des größeren Motors ganz erheblich von 35 auf 20 Sekunden. Das Daffodil hatte kein Differential. Bei Kurvenfahrt glich der Schlupf der Keilriemen die unterschiedlichen Drehzahlen aus.
1963 überarbeitete der italienische Designer Giovanni Michelotti die 600-750-30-Reihe und gestaltete den DAF 31, den es nun in den Ausstattungsvarianten „Standaard“, „Luxe“ und „Luxe Extra“ gab. 1965 kam dann das letzte Daffodil, der DAF 32 – auch wieder als „Standaard“, „Luxe“ und „Luxe Extra“. Zudem wurde 1966 kurzzeitig noch eine Sportversion Daffodil S gebaut. Abgelöst wurde die Daffodil-Serie 1966/1967 von dem Kleinwagen DAF 33, hinzu kamen DAF 44 und DAF 55 mit neuer Karosserie, der 55 hatte dazu ein geändertes Fahrwerk und einen wassergekühlten Motor von Renault.

## Technische Daten
| Kenngrößen                | Modell DAF 30 „Daffodil“                                    |
| ------------------------- | ----------------------------------------------------------- |
| Motortyp                  | Zweizylinder-Boxer, Viertakt luftgekühlt                    |
| Hubraum                   | 746 cm³                                                     |
| Bohrung × Hub             | 85,5 mm × 65 mm                                             |
| Leistung                  | 26 PS (19 kW) bei 4000/min                                  |
| Maximales Drehmoment      | 5,8 mkp (57 Nm) bei 2800/min                                |
| Verdichtung               | 7,1 : 1                                                     |
| Kupplung                  | automatische Zentrifugalkupplung in Trommelbauweise         |
| Variomatic-Übersetzungen  | 16,4 : 1 / 3,9 : 1                                          |
| Vorderradbremsen          | hydraulisch betätigte Trommelbremsen                        |
| Hinterradbremsen          | hydraulisch betätigte Trommelbremsen                        |
| Aufhängung vorn           | Dämpferbeine, radführende Querblattfeder Zahnstangenlenkung |
| Aufhängung hinten         | Pendel-Halbachsen mit Schraubenfedern                       |
| Karosserie                | selbsttragend                                               |
| Radstand                  | 2050 mm                                                     |
| Länge × Breite × Höhe     | 3610 mm × 1440 mm × 1400 mm                                 |
| Leergewicht               | 675 kg                                                      |
| Zulässiges Gesamtgewicht  | 990 kg                                                      |
| Elektroanlage             | 6 V                                                         |
| Reifen                    | 5.20 × 12 in                                                |
| Tank                      | 28 l                                                        |
| Höchstgeschwindigkeit:    | 105 km/h                                                    |
| Beschleunigung 0–100 km/h | 60 s                                                        |
| Karosserieform            | Limousine                                                   |
| Baujahre                  | 1961 bis 1963                                               |
| Produktionszahl           | 23.045                                                      |